# Kurin (Nischyn)
Kurin (ukrainisch Курінь; russisch Курень Kuren) ist ein Dorf im Osten der ukrainischen Oblast Tschernihiw mit etwa 3700 Einwohnern (2012).

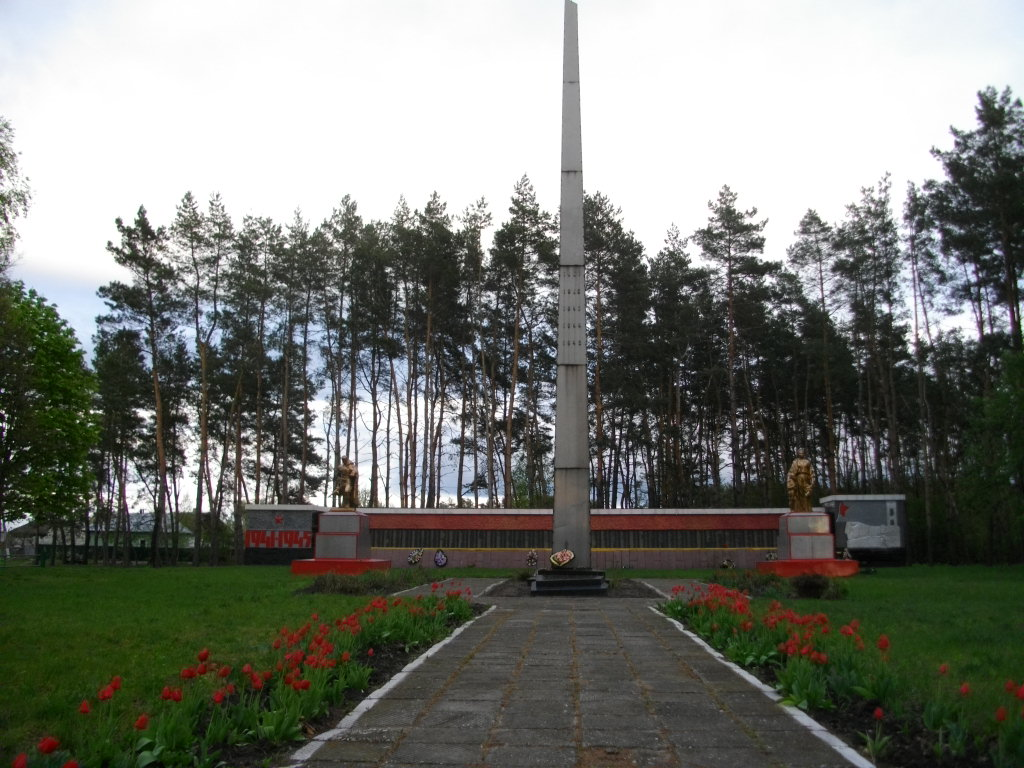
Denkmal im Ort

Das in der ersten Hälfte des 17. Jahrhunderts gegründete Dorf ist 7 km² groß und liegt auf durchschnittlich 142 m Höhe an der Territorialstraße T–25–14 8 km südwestlich vom ehemaligen Rajonzentrum Bachmatsch und 150 km südöstlich vom Oblastzentrum Tschernihiw.
Am 12. Juni 2020 wurde das Dorf ein Teil der neugegründeten Stadtgemeinde Bachmatsch, bis dahin bildete es zusammen mit den Dörfern Opolonske (Ополонське), Schumejkiw (Шумейків) und Ukrajinske (Українське) die gleichnamige Landratsgemeinde Kurin (Курінська сільська рада/Kurinska silska rada) im Zentrum des Rajons Bachmatsch.
Am 17. Juli 2020 kam es im Zuge einer großen Rajonsreform zum Anschluss des Rajonsgebietes an den Rajon Nischyn.